# Перла (газоконденсатне родовище)
Перла — офшорне газоконденсатне родовище поблизу карибського узбережжя Венесуели, на північ від озера Маракайбо. Станом на 2016 рік вважалось найбільшим серед газових родовищ, виявлених у водах оточуючих країни Латинської Америки.

## Характеристика
Структура виявлена у 1979 році, власне родовище відкрите у 2009-му внаслідок буріння установкою Ensco 68 свердловини Perla-1X в районі з глибиною моря 70 метрів. В ході подальшої розвідки споруджено ще три свердловини. Поклади вуглеводнів знаходяться на глибині біля 3000 метрів нижче морського дна у відкладеннях міоцену-олігоцену. Колектори — карбонати з відмінними характеристиками.
Запаси родовища оцінюються у 480 млрд.м3 газу.
Розробка провадиться консорціумом під операторством італійського нафтогазового гіганту Eni, який первісно мав по 50 % участі з іспанською Repsol. В 2014 році на етапі підготовки до видобутку венесуельська державна компанія PDVSA скористалась своїм правом на придбання 35 %, після чого у інших учасників проекту залишилось по 32,5 %.
Облаштування Перла передбачається за допомогою чотирьох платформ легкого типу, що обслуговуватимуть 26 свердловин. В 2015-му плавучий кран великої вантажопідйомності Stanislav Yudin встановив три платформи, доставлені на баржах із Мексиканської затоки. До початку видобутку компанія Seadrill використовуючи бурову установку LT-Super 116E спорудила сім експлуатаційних свердловин.
Виробництво газу розпочалось у середині 2015 року, при цьому Перла стало першим венесуельським офшорним газовим родовищем, введеним в експлуатацію. До кінця року видобуток досяг рівня 12,7 млн.м3 на добу, а за планами до 2020-го становитиме 34 млн.м3 на добу.
Газ надходить до берегової установки підготовки по трубопроводу довжиною 67 км та діаметром 750 мм, прокладеним відомою італійською компанією Saipem за допомогою суден Saipem 3000 та Castoro 7.